# Crkva sv. Eustahija u Planome
Crkva sv. Eustahija u Planome kod Trogira, zaštićeno kulturno dobro

## Opis dobra
Gotička jednobrodna crkvica s polukružnom apsidom podignuta je na vrhu Krbana iznad mlinice na Pantanu. Crkvica je smještena na istaknutom mjestu nad trogirskim Malom poljem i mlinovima na položaju značajnom za nadzor trogirskog komunalnog teritorija. Sagrađena je kao zavjet za spas od velike epidemije kuge 1348. godine prilozima trogirskih plemića Dujma Mihovila Celio i Jakova Petrova Susa. Zbog turskog okruženja i neodržavanja već u 17.st. je jako zapuštena. Nakon istraživanja rekonstruirano je drveno krovište te ugrađen pronađeni gotički natpis MATHEUS u unutrašnjost crkve.

## Zaštita
Pod oznakom Z-3685 zavedena je kao nepokretno kulturno dobro - pojedinačno, pravna statusa zaštićena kulturnog dobra, klasificirano kao "sakralna graditeljska baština".